# Ferdinand the Bull
Ferdinand the Bull (Brasil: Ferdinando, o Touro ) é um filme de animação em curta-metragem estadunidense de 1938 dirigido e escrito por Dick Rickard. Venceu o Oscar de melhor curta-metragem de animação na edição de 1939.
Baseado no livro ilustrado The Story of Ferdinand  de Munro Leaf.